# Nastri d'argento 2024
La 79ª edizione dei Nastri d'argento si è svolta il 27 giugno 2024 presso il MAXXI - Museo nazionale delle arti del XXI secolo di Roma. Le candidature sono state annunciate il 7 giugno 2024.
I Corti d'argento si sono tenuti il 7 maggio 2024 presso il cinema Caravaggio di Roma.

## Cinema
I vincitori sono indicati in grassetto, a seguire gli altri candidati.

### Miglior film
- Io capitano, regia di Matteo Garrone
- Comandante, regia di Edoardo De Angelis
- La chimera, regia di Alice Rohrwacher
- I dannati, regia di Roberto Minervini
- Confidenza, regia di Daniele Luchetti

### Miglior regista
- Matteo Garrone - Io capitano
- Pietro Castellitto - Enea
- Luca Guadagnino - Challengers
- Alice Rohrwacher - La chimera
- Stefano Sollima - Adagio

### Miglior regista esordiente
- Michele Riondino - Palazzina Laf
- Neri Marcorè - Zamora
- Alain Parroni - Una sterminata domenica
- Lyda Patitucci - Come pecore in mezzo ai lupi
- Micaela Ramazzotti - Felicità
- Margherita Vicario - Gloria!

### Miglior film commedia
- Un mondo a parte, regia di Riccardo Milani
- Romeo è Giulietta, regia di Giovanni Veronesi
- Troppo azzurro, regia di Filippo Barbagallo
- Un altro ferragosto, regia di Paolo Virzì
- Volare, regia di Margherita Buy

### Miglior soggetto
- Another End - Valentina Gaddi, Sebastiano Melloni, Piero Messina, Giacomo Bendotti (ex aequo)
- Il punto di rugiada - Marco Risi, Riccardo De Torrebruna, Francesco Frangipane, Enrico Galiano (ex aequo)
- Doppio passo - Lorenzo Borghini, Fabrizio Borghini, Cosimo Calamini, Daniele Minucci
- Patagonia - Tommaso Favagrossa e Simone Bozzelli
- Quell'estate con Irene - Carlo Sironi e Silvana Tamma

### Miglior sceneggiatura
- Palazzina Laf - Maurizio Braucci e Michele Riondino
- Confidenza - Daniele Luchetti e Francesco Piccolo
- Enea - Pietro Castellitto
- Io capitano - Matteo Garrone, Massimo Ceccherini, Massimo Gaudioso, Andrea Tagliaferri
- La chimera - Alice Rohrwacher

### Miglior attore protagonista
- Michele Riondino - Palazzina Laf
- Antonio Albanese - Cento domeniche
- Pierfrancesco Favino - Comandante
- Elio Germano - Confidenza
- Adriano Giannini - Adagio

### Miglior attrice protagonista
- Micaela Ramazzotti - Felicità
- Simona Malato - Misericordia
- Alba Rohrwacher - Mi fanno male i capelli
- Isabella Ragonese - Come pecore in mezzo ai lupi
- Federica Rosellini - Confidenza

### Miglior attore non protagonista
- Elio Germano - Palazzina Laf
- Sergio Castellitto - Enea
- Fabrizio Ferracane - Misericordia
- Sergio Rubini - Felicità
- Toni Servillo - Adagio

### Miglior attrice non protagonista
- Isabella Rossellini - La chimera
- Valentina Bellè - Lubo
- Margherita Buy - Dieci minuti
- Anna Ferraioli Ravel - Zamora
- Chiara Noschese - Enea

### Miglior attore in un film commedia
- Maurizio Lombardi - Romeo è Giulietta
- Antonio Bannò - La guerra del Tiburtino Terzo
- Andrea Carpenzano - Un altro ferragosto
- Gabriel Montesi e Riccardo Scamarcio - Sei fratelli
- Francesco Scianna - Cattiva coscienza

### Miglior attrice in un film commedia
- Pilar Fogliati - Romeo è Giulietta (ex aequo)
- Virginia Raffaele - Un mondo a parte (ex aequo)
- Anna Bonaiuto - Volare
- Sabrina Ferilli - Un altro ferragosto
- Matilde Gioli - Cattiva coscienza

### Miglior fotografia
- Paolo Carnera - Io capitano e Adagio
- Clarissa Capellani - Misericordia
- Giuseppe Maio - Come pecore in mezzo ai lupi
- Ferran Paredes Rubio - Comandante
- Vladan Radovic - Te l'avevo detto

### Miglior scenografia
- Laura Pozzaglio - Finalmente l'alba
- Dimitri Capuani - Io capitano
- Carmine Guarino - Comandante
- Paki Meduri - Adagio
- Massimiliano Nocente - Enea

### Migliori costumi
- Antonella Cannarozzi - Finalmente l'alba
- Loredana Buscemi - La chimera
- Massimo Cantini Parrini - Mi fanno male i capelli
- Mary Montalto - Gloria!
- Ursula Patzak - Lubo

### Miglior montaggio
- Marco Spoletini - Io capitano
- Marco Costa - Challengers
- Paola Freddi - Another End
- Julien Panzarasa - Palazzina Laf
- Giuseppe Trepiccione - Come pecore in mezzo ai lupi

### Miglior sonoro in presa diretta
- Maricetta Lombardo - Io capitano
- Mauro Eusepi - Another End
- Valentino Gianni - Comandante
- Carlo Missidenti - Confidenza
- Gaetano Carito - Finalmente l'alba

### Miglior colonna sonora
- Margherita Vicario e Dade - Gloria!
- Niccolò Contessa - Enea
- Andrea Farri - Io capitano
- Pivio e Aldo De Scalzi - Diabolik - Chi sei?
- Subsonica - Adagio

### Miglior canzone originale
- La mia terra (musica, testi e interpretazione di Diodato) - Palazzina Laf
- Adagio - (musica, testi e interpretazione dei Subsonica) - Adagio
- Io non sono qui (musica di Pivio e Aldo De Scalzi, testo di Nelson, interpretata da Raiz) - Diabolik - Chi sei?
- La vita com'è (musica, testi e interpretazione di Brunori Sas) - Il più bel secolo della mia vita
- Ribellati e vai! (musica di David Rhodes, testo di David Rhodes e Roddy Doyle, interpretata da Matilda De Angelis, adattamento italiano di Bruno Tognolini e Gianclaudia Franchini) - Mary e lo spirito di mezzanotte

### Miglior casting director
- Francesco Vedovati - Enea, Io capitano
- Dario Ceruti - Palazzina Laf
- Gabriella Giannattasio e Marco Matteo Donat-Cattin - Comandante
- Maurilio Mangano - Misericordia
- Chiara Polizzi - La chimera

### Premi speciali

#### Nastro d'argento dell'anno
- C'è ancora domani, regia di Paola Cortellesi[5]

#### Nastro d'argento speciale
- Christian De Sica[6]
- Carlo Verdone[6]
- Giulio Base - À la Recherche

#### Nastro d'argento all'esordio speciale
- Seydou Sarr - Io capitano
- Moustapha Fall - Io capitano

#### Premio Guglielmo Biraghi
- Rebecca Antonaci - Finalmente l'alba
- Francesco Centorame - C'è ancora domani
- Alessandro Fella - Il punto di rugiada
- Yile Yara Vianello - La chimera, La bella estate

#### Premio Graziella Bonacchi
- Gianmarco Franchini - Adagio

#### Premio Fondazione Claudio Nobis
- Catrinel Menghia - Girasoli

#### Premio Nuovo Imaie
- Ludovica Martino - Il mio posto è qui
- Marco Leonardi- Il mio posto è qui

#### Premio Persol al personaggio dell'anno
- Vinicio Marchioni

#### Premio Wella per l'immagine
- Catrinel Menghia

#### Premio HamiltonBehind the camera- Nastri d'Argento
- Brando De Sica - Mimì - Il principe delle tenebre
- Domenico Cuomo - Mimì - Il principe delle tenebre

#### Nastro d'argento SIAE per la sceneggiatura
- Alain Parroni, Giulio Pennacchi e Beatrice Puccilli - Una sterminata domenica

#### Premio BNL BNP Paribas
- Gloria!, regia di Margherita Vicario

#### Nastro d'argento speciale casting director 10 anni
- Laura Muccino

## Corti d'argento
Le candidature sono state annunciate il 22 aprile 2024. I vincitori sono indicati in grassetto, a seguire gli altri candidati.

### Finzione
- De l'amour perdu, regia di Lorenzo Quagliozzi
- Coupon. Il film della felicità, regia di Agostino Ferrente
- Dive, regia di Aldo Iuliano
- Il compleanno di Enrico, regia di Francesco Sassai
- Tilipirche, regia di Francesco Piras

### Animazione
- The Meatseller, regia di Margherita Giusti
- Il corpo del mondo, regia di Simone Massi
- In una goccia, regia di Valeria Weerasinghe
- La notte, regia di Martina Generali, Simone Pratola e Francesca Sofia Rosso
- Oblivion, regia di Igor Imhoff

### Premi speciali
- Corpo unico, regia di Mia Benedetta
- Dive, regia di Aldo Iuliano
- Chi spara per primo, regia di Emanuele Palamara
- Sognando Venezia, regia di Elisabetta Giannini
- We Should All Be Futurists, regia di Angela Norelli
- Il Giusto, regia di Davide Tromba
- Titanic, Suitable Version for Iranian Families, regia di Farnoosh Samadi - per l'impegno in difesa dei diritti negati in Iran

### Menzione speciale fuori selezione
- Osas e le donne di Benin City, regia di Gabriele Gravagna

### Concorso "24 frame al secondo"
- La corsa, regia di Branimir Liguori

### Concorso "24 frame al secondo" - menzione speciale
- Voglio diventare deficiente, regia di Jacopo Conte
- Esterno/Interno, regia di Gianluca Pio

## Documentari

### Cinema del reale
- Mur, regia di Kasia Smutniak
- Frammenti di un percorso amoroso, regia di Chloé Barreau
- Le mura di Bergamo, regia di Stefano Savona
- Kripton, regia di Francesco Munzi
- Sconosciuti puri, regia di Valentina Cicogna e Mattia Colombo

### Cinema, spettacolo, cultura
- Io, noi e Gaber, regia di Riccardo Milani
- Enzo Jannacci - Vengo anch'io, regia di Giorgio Verdelli
- Kissing Gorbaciov, regia di Andrea Paco Mariani e Luigi D’Alife
- Profondo Argento, regia di Giancarlo Rolandi e Steve Della Casa
- Semidei, regia di Fabio Mollo e Alessandra Cataleta

### Documentari sull'arte
- Borromini e Bernini. Sfida alla perfezione, regia di Giovanni Troilo
- Jeff Koons. Un ritratto privato, regia di Pappi Corsicato
- Perugino. Rinascimento immortale, regia di Giovanni Piscaglia
- Regine di quadri, regia di Anna Testa
- Uomini e Dei. Le meraviglie del Museo Egizio, regia di Michele Mally

### Premi speciali

#### Nastro d'argento dell'anno documentari
- Mario Martone - Laggiù qualcuno mi ama, Un ritratto in movimento. Omaggio a Mimmo Jodice

#### Nastro d'argento speciale - Cinema del reale
- Un altro domani, regia di Silvio Soldini e Cristiana Mainardi
- Roma, santa e dannata, regia di Daniele Ciprì, Roberto D'Agostino e Marco Giusti

#### Miglior docufilm
- Enigma Rol, regia di Anselma Dell'Olio

#### Menzione speciale
- Bosco Martese, regia di Fariborz Kamkari

#### Premio speciale cultura
- Lucio Amelio, regia di Nicolangelo Gelormini
- Oceano Canada, regia di Andrea Andermann

#### Premio Valentina Pedicini
- About last year, regia di Dunja Lavecchia, Beatrice Surano e Morena Terranova

#### Nastro d'argento speciale
- Edith Bruck - Edith

Nastro d'argento Speciale - Protagonisti dell'anno
- Monica Bellucci - Maria Callas: lettere e memorie